# Adrénaline auto-injectable

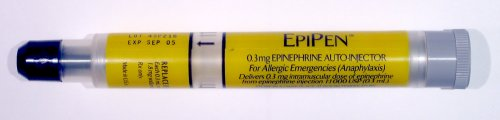
Un auto-injecteur EpiPen de 0.3 mg.

Un auto-injecteur d'adrénaline (ou d'épinéphrine) est un dispositif médical permettant d'injecter une dose mesurée ou des doses d'épinéphrine (adrénaline) au moyen de la technologie des auto-injecteurs. Il est le plus souvent utilisé pour le traitement de réactions allergiques aigües afin d'éviter un choc anaphylactique. Le premier auto-injecteur d'épinéphrine a été mis sur le marché dans les années 1980. Les noms commerciaux les plus connus de ces injecteurs sont EpiPen, Anapen et Twinject.

## Utilisations médicales

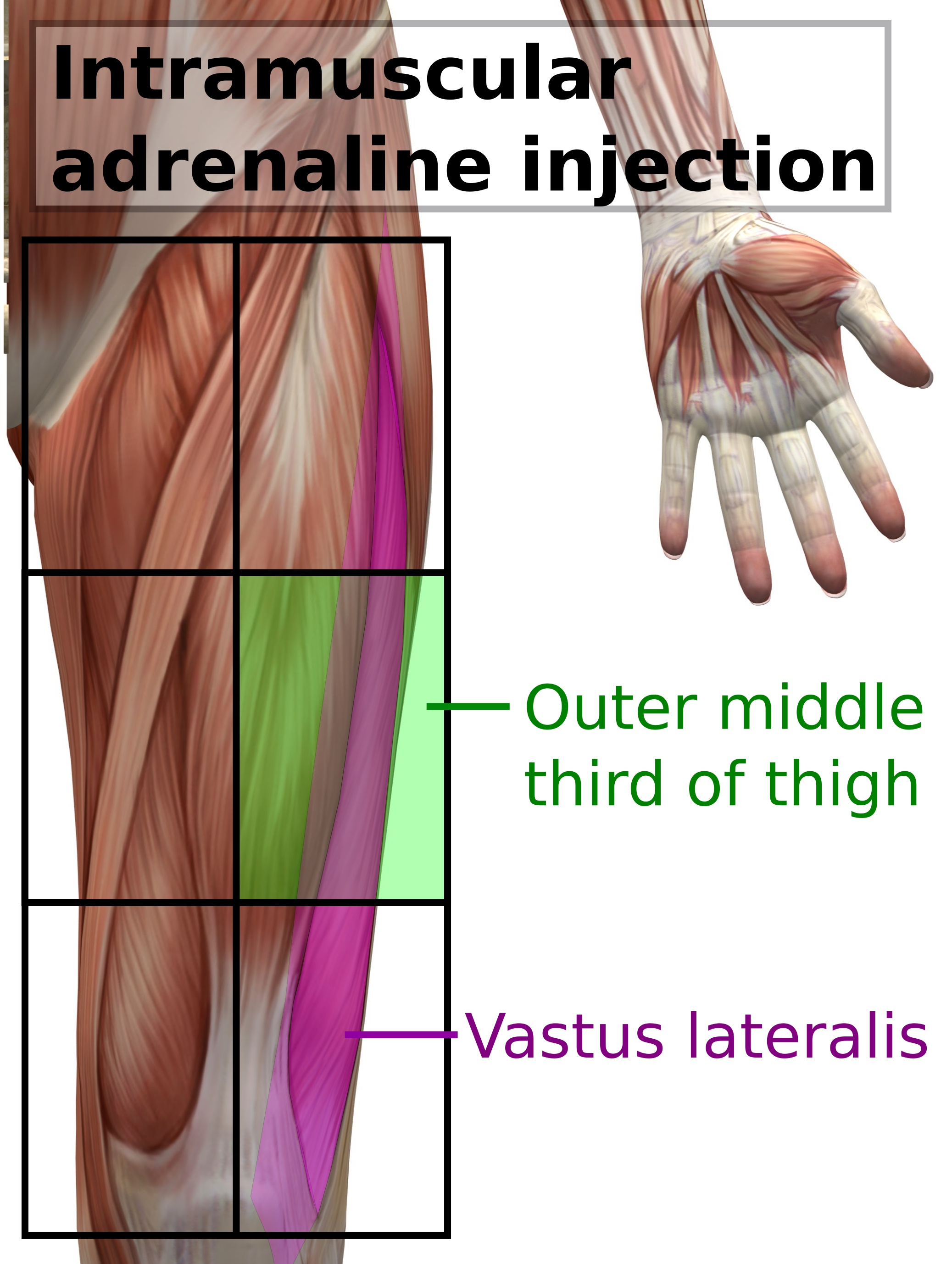
Site du muscle Vaste latéral pour injection intramusculaire

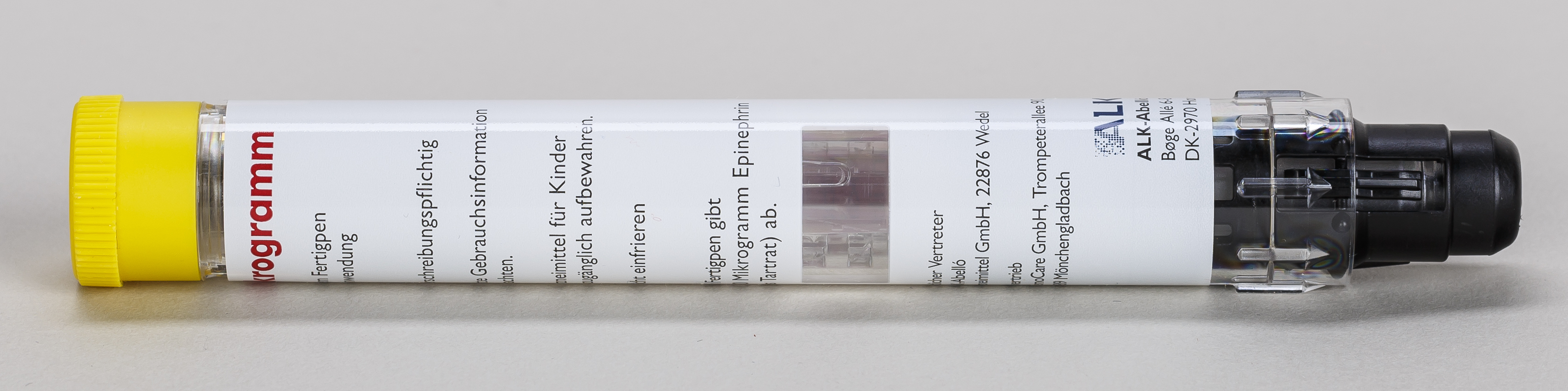
Auto-injecteur d’adrénaline, sans son cache de protection.

Les auto-injecteurs d'adrénaline sont des dispositifs portatifs portés par les personnes souffrant d'allergies graves. L'adrénaline délivrée par le dispositif est un traitement d'urgence de la réaction anaphylactique,.
En cas de suspicion d'anaphylaxie, une solution d'épinéphrine doit être administrée dès que possible par injection intramusculaire, au milieu du côté externe de la cuisse, ce qui correspond à l'emplacement du muscle vaste externe. L'injection peut être répétée toutes les 5 à 15 minutes si la réponse est insuffisante. Une deuxième dose est nécessaire dans 16 à 35 % des épisodes, avec plus de deux doses rarement nécessaires. Dans environ 80 % des cas où une deuxième dose est administrée, c'est par un professionnel de la santé. Au début, il n'est pas clair de savoir quelles personnes pourraient avoir besoin d'une deuxième injection. La voie intramusculaire est préférable à l'administration sous-cutanée, car celle-ci peut avoir une absorption retardée,. Les effets indésirables mineurs de l'adrénaline comprennent les tremblements, l'anxiété, les maux de tête et les palpitations.
L'épinéphrine dans les auto-injecteurs expire au bout d'un an. Une étude chez le lapin a montré que l'épinéphrine intramusculaire avait une efficacité réduite après expiration. Cette étude a également recommandé que, si le médicament contenu dans un appareil périmé n'a pas commencé à précipiter (si la solution n'est pas trouble et ne contient pas de particules), l'utilisation du dispositif périmé est préférable à l'absence d'injection en cas d'urgence.

## Conception

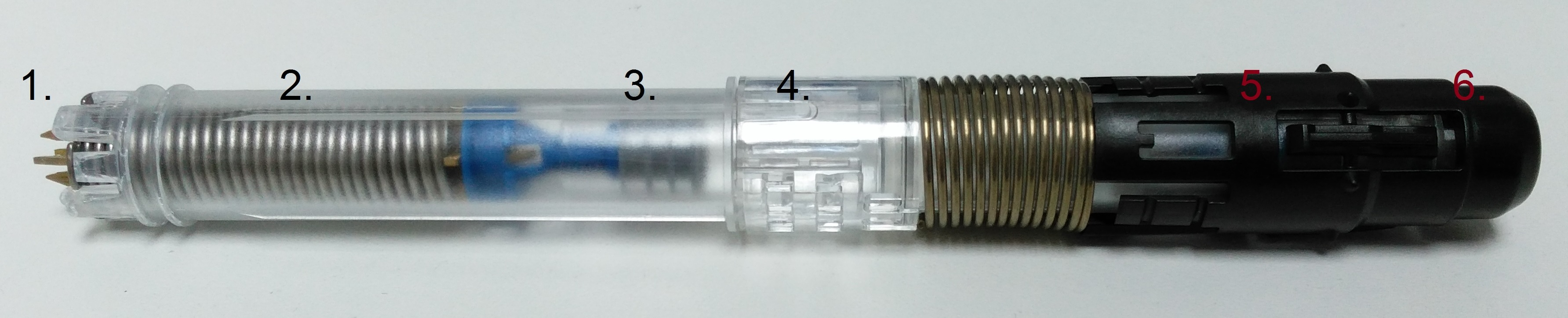
Le mécanisme interne d'un auto-injecteur d'adrénaline. 1. Quatre mécanismes de verrouillage qui maintiennent le piston en sécurité. 2 Ressort chargé qui entraîne le piston et l'aiguille (vers la droite). 3 Piston. 4 Solution d'adrénaline. 5 Corps extérieur. Lorsqu'elle est rétractée vers le haut (à gauche), elle expose l'aiguille et déclenche le mécanisme de verrouillage. Plus tard, il vient recouvrir l'aiguille après utilisation. 6 L'aiguille sort par une barrière protectrice lorsque celle-ci est pressée contre la peau.

Les dispositifs contiennent une dose fixe d'épinéphrine et une aiguille à ressort qui sort de la pointe ou du bord du dispositif et pénètre dans la peau du destinataire pour administrer le médicament par injection intramusculaire.
Les personnes à qui des auto-injecteurs d'épinéphrine sont prescrits doivent être formées à l'utilisation du dispositif spécifique prescrit,. Le taux d'injections non intentionnelles utilisant ces dispositifs est inconnu, mais une revue de 2009 a montré que ce taux était en augmentation. Les injections involontaires sont administrées à un doigt ou à un pouce environ 90 % du temps ; ils provoquent une douleur intense localement mais généralement complètement résolus. La cause des injections involontaires a été attribuée à des défauts de conception, dans lesquels le dispositif est confondu avec un stylo ou l'utilisateur se trompe en indiquant l'extrémité de l'appareil contenant l'aiguille.
L’Agence européenne des médicaments a examiné la sécurité des dispositifs sur le marché et a mis en évidence plusieurs facteurs permettant de déterminer si les dispositifs délivrent le médicament dans le muscle, notamment la longueur de l’aiguille, l’épaisseur de la graisse sous la peau, la manière dont fonctionne (par exemple, si elle est à ressort ou non), l’angle auquel le dispositif est placé sur la peau et la force utilisée pour activer le dispositif ainsi que la mesure dans laquelle l’utilisateur respecte les instructions d’injection. Il a constaté que la qualité de la formation des utilisateurs était le facteur le plus déterminant pour une utilisation réussie et a demandé aux entreprises de mettre au point de meilleurs supports de formation pour les médecins et les personnes à qui les dispositifs sont prescrits.
Une autre conception d'auto-injecteurs d'épinéphrine a été créée par deux frères qui utilisaient également des auto-injecteurs d'épinéphrine. Ils se sont rendu compte des inconvénients liés au port d’auto-injecteurs volumineux et ont décidé de proposer un nouvel appareil pour résoudre ces problèmes pendant leurs études. Les frères se sont séparés pour étudier différents domaines dans le but de créer un nouvel appareil. L'un des frères a fait un baccalauréat en génie et l'autre a obtenu un doctorat en sciences pharmaceutiques. Finalement, ils ont créé un design qui a la forme et la taille d’un smartphone et qui peut être rangé dans une poche. Le nouvel appareil comprend également une aiguille rétractable et des instructions vocales automatisées pour aider les utilisateurs à utiliser correctement les auto-injecteurs. Le produit a été lancé avec la marque "Auvi-Q".

## L'histoire
Les auto-injecteurs ont été développés à l’origine pour l’administration rapide d’antidotes aux gaz neurotoxiques dans des kits tels que le Mark I NAAK . Le premier auto-injecteur d'épinéphrine moderne, l'EpiPen, a été inventé au milieu des années 1970 par Sheldon Kaplan, chez Survie Technology à Bethesda, Maryland.
En 1996, Survival Technology a fusionné avec une société appelée Brunswick Biomedical, pour s'appeler Meridian Medical Technologies Inc.. En 1997, Dey, une filiale de Merck KGaA, a acquis le droit exclusif de commercialiser et de distribuer EpiPen. En 1998, un million d'EpiPens ont été rappelés, le deuxième rappel de ce type en un an.
En 2001, Meridian et Dey ont présenté une version à deux composants de l’EpiPen. A cette époque, les ventes annuelles de l'appareil s'élevaient à 23,9 millions de dollars et représentaient 75 % du marché aux États-Unis. En 2002, King Pharmaceuticals a acquis Meridian pour 247,8 millions de dollars ; l’accord a été finalisé en janvier 2003. Kaplan a continué à améliorer ses dessins au fil des ans, en déposant par exemple le brevet US 6 767 336 en 2003.
En 2003, Hollister-Stier a reçu de la FDA l’autorisation de commercialiser un auto-injecteur d’épinéphrine appelé Twinject, capable de produire deux injections d’épinéphrine, qu’elle avait développée pendant dix ans,,. En 2005, le produit a été vendu à Verus Pharmaceuticals qui a lancé le produit la même année. En mars 2008, Sciele Pharma a acquis Twinject de Verus et plus tard cette année-là, Sciele a été acquise par Shionogi.
En 2007, Mylan a acquis le droit de commercialiser EpiPen de Merck KGaA dans le cadre d’une transaction plus importante. A cette époque, les ventes annuelles s'élevaient à environ 200 millions de dollars et EpiPen détenait environ 90 % du marché.
En 2009, Mylan et King ont commencé à commercialiser une nouvelle version d’EpiPen avec le même mécanisme de base, mais avec un ressort plus puissant, des fonctions de sécurité améliorées et des marquages et instructions plus claires. Un expert de NBC News a estimé que le coût de la refonte de l’appareil et de l’emballage pouvait s’élever à «plusieurs millions de dollars» et que le coût du réoutillage du processus de fabrication pouvait «atteindre des millions à deux chiffres».

### Développement du marché
En 2009, Teva Pharmaceuticals a déposé une ANDA pour la commercialisation d'un générique EpiPen en collaboration avec Antares Pharma Inc, fabricant de systèmes d'injection. Pfizer et King les ont poursuivis en justice pour infraction au brevet américain 7 449 012 qui devait expirer en 2025. Pfizer, Mylan et Teva ont conclu un accord en avril 2012 qui a permis à Teva de commencer à vendre le dispositif à la mi-2015, sous réserve de l'approbation de la FDA.
En 2009, Intelliject, une start-up américaine qui développait un nouvel auto-injecteur d'épinéphrine, a cédé son produit sous licence à Sanofi.
King a été acquis par Pfizer en 2010 pour 3,6 milliards de dollars en espèces.
En 2010, Sciele/Shionogi a rappelé les appareils Twinject et a lancé Adrenaclick, une version modifiée de Twinject pouvant administrer une seule dose,.
En 2010, les régulateurs européens ont approuvé Twinject et aussi un nouvel auto-injecteur d'épinéphrine fabriqué par ALK et vendu sous la marque Jext,. Jext a été lancé dans l'Union européenne en septembre 2011,.
Également en 2010, Shionogi a autorisé Greenstone, la division des génériques agréés de Pfizer, à commencer à vendre un générique autorisé d'Adrenaclick,. Les médias ont indiqué que Pfizer, par l'intermédiaire de Greenstone, commercialisait un auto-injecteur générique d'épinéphrine lorsque ce dernier avait acquis King plus tard dans l'année. À cette époque, EpiPen de King et Mylan détenait 91 % des parts de marché mondiales des auto-injecteurs d'épinéphrine et 96 % du marché américain.
En 2010, Pfizer et King ont assigné l'unité générique Sandoz de Novartis en contrefaçon de brevet après que Sandoz eut soumis une ANDA pour vendre un EpiPen générique. En réponse, Sandoz a contesté la validité des brevets et, en juillet 2016, ce litige était en cours.
En 2011, Pfizer et King ont poursuivi Intelliject et Sanofi après que les sociétés aient déposé une demande de drogue nouvelle 505 (b)(2) pour le produit, alors dénommée "e-cue". Pfizer, Mylan et Sanofi ont conclu en 2012 un accord autorisant l'entrée de l'appareil sur le marché au plus tôt en novembre 2012, sous réserve de l'approbation de la FDA, et en août 2012, la FDA approuve l'auto-injecteur, appelé "Auvi-Q", après avoir demandé un changement de nom en "e-cue". L'appareil est équipé d'une puce audio qui fournit des instructions vocales électroniques pour guider l'utilisateur dans l'utilisation correcte de l'appareil,.
En 2012, Mylan a lancé un programme appelé EpiPen4Schools pour vendre EpiPens en vrac et avec réductions à des écoles. Pour participer au programme, les écoles devaient accepter de ne pas acheter d'auto-injecteurs d'épinéphrine auprès d'une autre société pendant un an.
En décembre 2012, le National Association of State Boards of Education (en)  a lancé une initiative visant à "aider les conseils d’enseignement publics à élaborer des politiques de santé des élèves concernant l’anaphylaxie et l’utilisation et l’auto-injection d’épinéphrine", responsabilité légale pour le stockage et l'utilisation d'auto-injecteurs d'épinéphrine. Gayle Conelly Manchin, mère de la directrice générale de Mylan, Heather Bresch, était devenue présidente de l'association en 2010 et avait discuté peu après des dons de la "société de sa fille" à l'association. Manchin avait été nommée au conseil scolaire de l'État de Virginie-Occidentale par son mari, Joe Manchin , alors gouverneur de l'État, en 2012.
En 2012, Shionogi, le fabricant d’Adrenaclick et de Twinject, a annoncé qu’il cesserait de les fabriquer et qu'elle avait vendu les droits de la NDA à une société appelée Amedra Pharmaceuticals,.
Après un lobbying réussi de la part de Mylan en 2013, la « Loi sur l’accès scolaire à l’épinéphrine d’urgence » a été confirmée après son adoption par le Congrès avec un large soutien bipartite ; elle protégeait quiconque de toute responsabilité s'il administrait de l'épinéphrine à un enfant dans une école (auparavant, seuls les professionnels qualifiés ou la personne concernée étaient autorisés à administrer le médicament et étaient passibles de responsabilité), et elle offrait des incitations financières aux écoles qui n'en avaient pas encore de commencer à stocker des auto-injecteurs d’épinéphrine. Joe Manchin, le père de la Présidente de Mylan, était sénateur à cette époque.
En janvier 2015, Mylan a déposé une pétition citoyenne auprès de la FDA soulevant des préoccupations concernant l'application de l'ETA par TEVA pour la commercialisation d'un générique EpiPen et a déposé un supplément plus tard en mai. La FDA a rejeté la pétition en juin,.
En mars 2015, Impax Laboratories a acquis la société mère Amedra et Lineage et a placé Amedra et Adrenaclick dans sa division Impax Specialty Pharma. Parallèlement, elle a acquis Lineage, qu'elle a placé avec sa version générique d'Adrenaclick dans sa division Impax Generics,.
En mai 2015, l'auto-injecteur d'épinéphrine Emerade développé par la société suédoise Medeca a été approuvé en Suède et en Allemagne; il avait été approuvé au Royaume-Uni en 2013. Toujours en 2015, Valeant, qui avait cédé les droits de Medeca, a abandonné ses efforts pour faire approuver Emerade aux États-Unis.
En octobre 2015, les dispositifs Auvi-Q ont été rappelés volontairement par Sanofi en Amérique du Nord,. La raison invoquée par Sanofi était qu’il avait été découvert que la posologie des produits était potentiellement inexacte, ce qui pouvait induire des défauts de délivrance du médicament. En février 2016, Sanofi a résilié sa licence de fabrication et de commercialisation de l'Auvi-Q, laissant Kaléo (Intelliject a été renommé) se demander comment réintroduire le dispositif,.
L'EpiPen occupait 89 % du marché des auto-injecteurs d'épinéphrine en 2015; au premier semestre de l'année, il détenait environ 85 % du capital et Auvi-Q, environ 10%.
En mars 2016, l'ANDA de Teva pour un générique EpiPen, qui avait déjà subi plusieurs retards, a été rejeté par la FDA.
En 2015, Mylan a réalisé des ventes d'EpiPens d'environ 1,5 milliard de dollars et ces ventes ont représenté 40 % des bénéfices de Mylan. Mylan avait maintenu une part de marché d’environ 90 % depuis l’acquisition du produit et avait continuellement augmenté le prix d’EpiPens à partir de 2009: en 2009, le prix de gros de deux EpiPens était d’environ 100 USD; en juillet 2013, le prix était d'environ 265 $; en mai 2015, il était d'environ 461 $; et en mai 2016, le prix a de nouveau augmenté pour atteindre environ 609 $  un bond d'environ 500 % par rapport au prix de 2009. Le coût du médicament et du dispositif pour Mylan en 2016 était d'environ 35 $. À l'été 2016, alors que les parents s'apprêtaient à renvoyer leurs enfants à l'école et à se rendre en pharmacie pour se procurer de nouveaux EpiPens, les gens ont commencé à exprimer leur indignation au prix de l'EpiPen et Mylan a été largement et durement critiqué,. En septembre 2016, le procureur général de l'État de New York a ouvert une enquête sur le programme EpiPen4Schools de Mylan à New York afin de déterminer si les contrats du programme violaient la loi antitrust et le procureur général de l'État de Virginie-Occidentale a ouvert une enquête visant à déterminer si Mylan avait donné à l'État la remise correcte dans le cadre du programme de remboursement des médicaments Medicaid et a assigné la société à comparaître lorsqu'elle a refusé de fournir les documents demandés par l'État. En octobre 2016, Mylan a annoncé un règlement de 465 millions de dollars avec le ministère de la Justice des États-Unis au sujet des remises versées par Mylan aux États dans le cadre du programme Medicaid Drug Rebate.
Le 5 septembre 2017, la FDA a envoyé une lettre d'avertissement au fabricant, Meridian Medical Technologies, Inc. L'agence a mis en garde Meridian Medical pour son incapacité à enquêter sur les problèmes liés aux dispositifs, à rappeler les lots incorrects et à effectuer un suivi des problèmes détectés. Selon la FDA, le fabricant d’appareils EpiPen n’a pas corrigé les dysfonctionnements connus de ses auto-injecteurs, alors même que des centaines de plaintes de clients avaient été enregistrées et que les défaillances étaient liées à des décès. Au cours d'une inspection, les employés de Meridian ont déclaré aux inspecteurs qu'ils n'étaient pas autorisés à démonter et à enquêter sur des échantillons de plaintes, car ils n'étaient autorisés à le faire que si seulement «cela était approuvé par la direction»,.
Le 16 août 2018, la FDA a approuvé le premier générique EpiPen de Teva Pharmaceuticals,.
Dans le but de remédier à la pénurie d’EpiPens, le 21 août 2018, la FDA a approuvé la prolongation de quatre mois de la date de péremption de certains produits.

## Société et culture

### Marques
À compter de 2015, les auto-injecteurs d'épinéphrine suivants étaient disponibles dans diverses régions d'Europe: Adrenalina WZF, Adrénaline (épinéphrine) à 1 à 1000 solution pour l'auto-injecteur de BP, Altellus, Anapen, Emerade, EpiPen, Fastjekt, FastPen et Fast. En 2018, trois produits de marque étaient disponibles aux États-Unis: Adrenaclick, Auvi-Q et EpiPen. En 2005, les auto-injecteurs d'épinéphrine n'étaient pas disponibles dans la plupart des pays en développement.

### Prix et disponibilité

#### Europe
En septembre 2016, deux EpiPens coûtaient environ 100 USD en France et environ 200 USD en Allemagne.
En septembre 2016, deux auto-injecteurs Jext coûtaient aux utilisateurs environ 8,50 £ (10,9 USD) en Grande-Bretagne et le National Health Service payait environ 48 £ (61,54 USD) pour les mettre à disposition. Ce prix était inférieur d'environ 17 % à celui de 2013.
La fourniture d'auto-injecteurs d'adrénaline de 150 microgrammes aurait été « critique » au Royaume-Uni en octobre 2018. Les pharmaciens communautaires[Quoi ?] ont été invités à donner la priorité aux fournitures destinées aux enfants de 25 kg ou moins. Mylan a identifié des pénuries en raison de problèmes de fabrication en mai 2018.

#### États-Unis
En octobre 2016, le PDG de Mylan a déclaré au Congrès que Pfizer/King avait facturé environ 34,50 USD à Mylan pour un EpiPen. Les appareils fournissent environ 1 $ de médicament. En septembre 2016, un cabinet de conseil en ingénierie de la Silicon Valley a procédé à une analyse de démontage de l'EpiPen et a estimé les coûts de fabrication et d'emballage à environ 10 USD pour un pack de deux.
L'EpiPen, fabriqué par King, une filiale de Pfizer, et commercialisé par Mylan, a dominé le marché. En 2007, lorsque Mylan a acquis les droits de commercialisation du produit, les ventes annuelles de tous les auto-injecteurs d'épinéphrine étaient d'environ 200 millions de dollars et EpiPen représentait environ 90 % du marché. En 2015, la taille du marché était d'environ 1,5 milliard de dollars et Mylan détenait toujours environ 90 % du marché,. Mylan a augmenté le prix d'environ 100 USD pour un ensemble de deux EpiPens en 2007 à environ 600 USD en 2016. Au Royaume-Uni, un EpiPen coûte 26,45 £ à partir de 2015. Au Canada, ils coûtent environ 120 CAD chacun.
Mylan a acquis le droit de commercialiser la gamme de dispositifs auto-injecteurs d'épinéphrine EpiPen de Merck KGaA dans le cadre de son contrat de 2007.Heather Bresch, PDG de Mylan, a vu une occasion d'augmenter les ventes aux États-Unis par le marketing et la promotion, et la société a lancé une campagne de marketing pour accroître la sensibilisation aux dangers de l'anaphylaxie pour les personnes souffrant d'allergies graves qui ont fait que la marque EpiPen est associée avec les auto-injecteurs d'épinéphrine comme Kleenex est pour les mouchoirs en papier; la société a également fait pression avec succès la FDA d'élargir les indications pour inclure le risque d'anaphylaxie et en parallèle, a fait pression avec succès le Congrès pour générer une législation rendant l'EpiPen disponible dans les lieux publics, tout comme les défibrillateurs le sont déjà, et a engagé les mêmes personnes que Medtronic avait chargé de travailler sur la législation du défibrillateur.
Les efforts de Mylan pour maintenir sa domination du marché ont été facilités lorsque le produit concurrent de Sanofi a été rappelé en novembre 2015 et plus encore lorsque le concurrent générique de Teva a été rejeté par la FDA en mars 2016. Au premier semestre de 2015, les ventes d'EpiPen représentaient 40 % des bénéfices de Mylan. Ces bénéfices sont également dus en partie au relèvement continu du prix des EpiPens par Mylan à compter de 2009: en 2007, le prix de gros de deux EpiPens s'élevait à environ 100 $; le prix était à peu près le même en 2009; en juillet 2013, le prix était d'environ 265 $; en mai 2015, il était d'environ 461 $; et en mai 2016, le prix a de nouveau augmenté pour atteindre environ 609 $  un bond d'environ 500 % par rapport au prix de 2009. La dernière augmentation de prix a provoqué un tollé général à la fin de l’été, alors que les parents s’apprêtaient à renvoyer leurs enfants à l’école et à se rendre en pharmacie pour se procurer de nouveaux EpiPens,. Certains Américains ont réagi au prix élevé en achetant EpiPens en ligne dans des pharmacies situées hors des États-Unis,, en renonçant aux nouveaux EpiPens et en gardant leur EpiPen expiré ou renonçant totalement à un auto-injecteur et obligeant leurs enfants à porter des seringues préchargées,.
En réponse aux critiques, Mylan a augmenté l'aide financière offerte à certains patients pour l'achat d'EpiPens, un geste qualifié de "démarche classique en matière de relations publiques" par le professeur Aaron Kesselheim de la Harvard Medical School. Les cartes d’épargne d’une valeur allant jusqu’à 300 $ ne peuvent être utilisées que par un petit nombre de personnes qui en ont besoin et pas par les personnes dépendant de Medicaid. Ils ne font rien face au prix élevé que paient encore les assureurs, qui finissent par en faire supporter les coûts aux consommateurs. En octobre 2016, Mylan a annoncé un règlement avec le ministère de la Justice des États-Unis au sujet des remises versées par Mylan aux États dans le cadre du programme Medicaid Drug Rebate. Le Congrès et d'autres ont soulevé des questions sur la raison pour laquelle EpiPen avait été classé comme produit générique plutôt que comme produit exclusif dans le programme depuis 1997. Les médicaments génériques bénéficient de remises moins élevées (13 %) que les médicaments propriétaires (23 %) et les hausses de prix des médicaments génériques ne peuvent pas être répercutées sur les États. Une forme courante de fraude pharmaceutique consiste à classifier les médicaments propriétaires en médicaments génériques dans le cadre du programme. En vertu de cet accord, Mylan a accepté de verser un paiement de 465 millions de dollars et de signer un accord d’intégrité d’entreprise lui imposant d’améliorer ses performances futures. Le règlement a également résolu des cas portés par des États liés aux rabais.
En août 2016, le médicament générique autorisé d'Adrenaclick coûtait 142 USD dans les magasins de détail,.
En septembre 2016, un groupe de hackers appelé "Four Thieves Vinegar" a publié une vidéo et des documents décrivant ce qu'ils appellent un EpiPencil, un auto-injecteur pouvant être construit à l'aide de pièces standard, pour un prix d'environ 30 USD. À sa base se trouve un auto-injecteur d’insuline recyclé. Cet appareil n'a fait l'objet d'aucune validation par les organismes de réglementation.